# Aes signatum

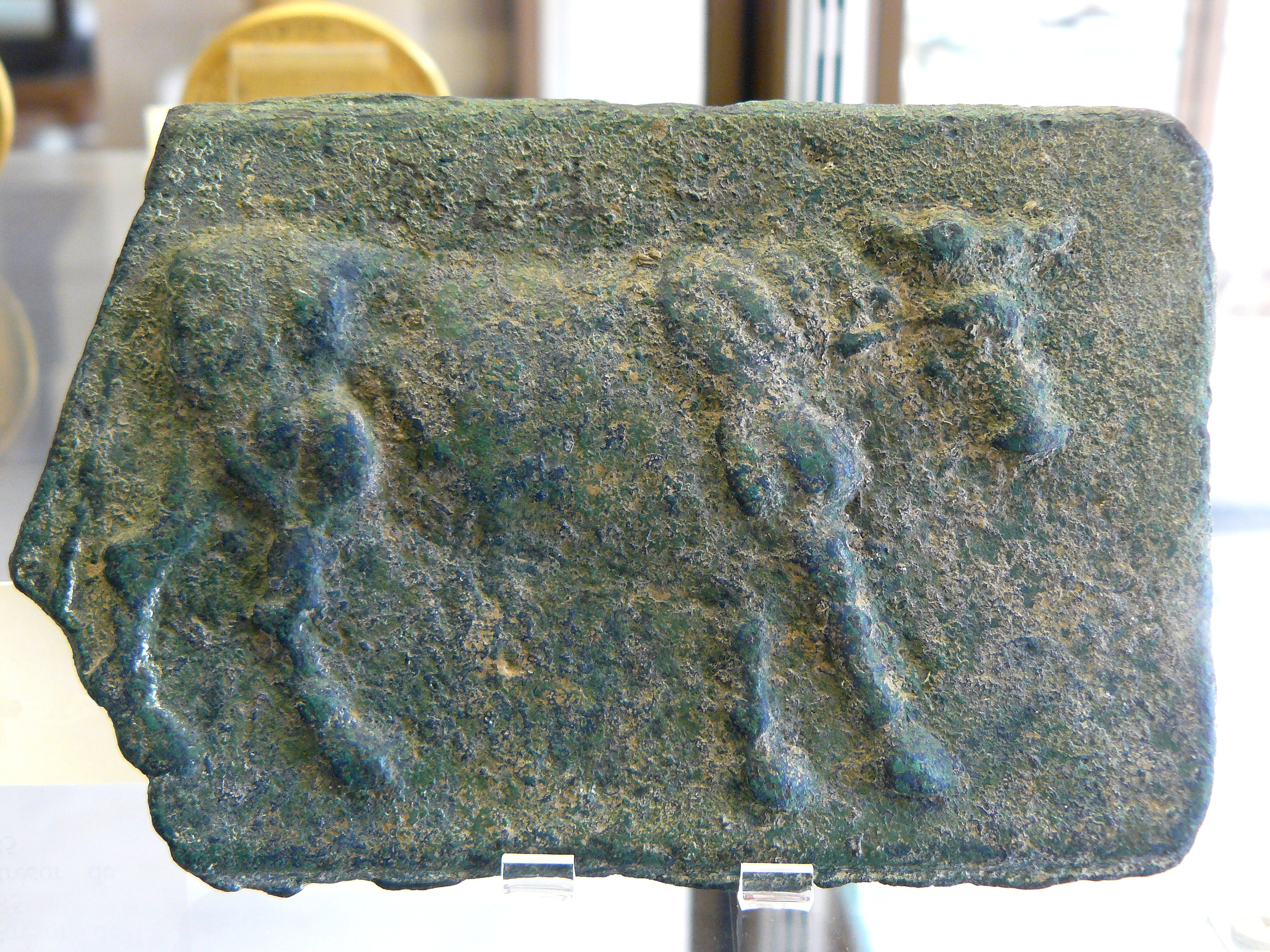
Aes signatum aus dem Ende des 4. Jahrhunderts

Aes signatum (ursprüngliche Bedeutung: eingeschnittenes Erz; sinngemäße Bedeutung: bezeichnete Bronze; Plural: Aera signata) ist die lateinische Bezeichnung für standardisierte Barren aus einer gießbaren Kupferlegierung (zum Beispiel Bronze), die unmittelbar nach dem Gießen gestempelt worden sind. In der Entwicklungsgeschichte der Zahlungsmittel liegen sie zwischen einfachen Barren bzw. Metallklumpen (in Rom: Aes rude; mit genormtem Gewicht: Aes formatum) und gegossenen Münzen (in Rom: Aes grave). Man kann gestempelte Barren als das erste Geld ansehen, weil erst der Stempel die Gültigkeit bewirkte.
Die Stempel bezeichneten bestimmte Massen und wurden als Garantie des Herstellers angesehen. Gestempelte Barren boten gegenüber einfachen Barren den Vorteil, sie nicht bei jedem Bezahlvorgang, sondern nur zur Kontrolle wiegen zu müssen. Die Güte der Legierung war zweitrangig, weil sie nach dem Augenschein erkennbar war. Ihr Wert entsprach dem Gewicht.
In Italien wurden gestempelte Barren erstmals im 7. vorchristlichen Jahrhundert von den Etruskern hergestellt. Sie wogen zwischen 600 g und 3 kg und waren damit als tägliches Zahlungsmittel ungeeignet. In Rom begann die Stadt selbst wohl im 4. Jahrhundert Aera signata mit einem genormten Gewicht von 5 libra oder As, als rund 1,2 kg, auszugeben. Sie trugen oft beidseits Darstellungen von Vieh oder rituellen Gegenständen. Ihnen folgten in der zweiten Hälfte des 3. Jahrhunderts die schwergewichtigen, gegossenen Bronzemünzen (Aes grave) im Wert von 1 As. Möglicherweise kopierten die Römer damit die bereits im griechisch kolonisierten Süditalien im Umlauf befindlichen, geprägten Silbermünzen. Aera signata wurden um 240 v. Chr. unüblich. Das Währungssystem war bis zum zweiten punischen Krieg gültig. Um 211 v. Chr. wurde sie durch ein auf dem Denarius basierendes System abgelöst.